# Bill Bolger
William James Bolger, detto Bill (New York, 21 agosto 1931 – Glen Ellyn, 8 ottobre 2009), è stato un cestista statunitense, professionista nella NBA.

## Carriera
Venne selezionato dai Milwaukee Hawks al terzo giro del Draft NBA 1953 (18ª scelta assoluta).